# Curnier
 Curnier  là một xã thuộc tỉnh Drôme trong vùng Auvergne-Rhône-Alpes đông nam nước Pháp. Xã Curnier nằm ở khu vực có độ cao từ 313-742 mét trên mực nước biển.